# Division 1 (Bélgica) 1955-56
La Primera División de Bélgica 1955/56 fue la 53.ª temporada de la máxima competición futbolística en Bélgica.

## Tabla de posiciones
| Pos | Equipo                      | PJ | PG | PE | PP | GF | GC | Pts | DG  | Notas                                                |
| --- | --------------------------- | -- | -- | -- | -- | -- | -- | --- | --- | ---------------------------------------------------- |
| 1   | R.S.C. Anderlecht           | 30 | 18 | 6  | 6  | 83 | 36 | 42  | +47 | Clasificado a la Copa de Campeones de Europa 1956-57 |
| 2   | Royal Antwerp FC            | 30 | 14 | 11 | 5  | 55 | 38 | 39  | +17 |                                                      |
| 3   | Royale Union Saint-Gilloise | 30 | 12 | 13 | 5  | 59 | 46 | 37  | +7  |                                                      |
| 4   | K Berchem Sport             | 30 | 12 | 9  | 9  | 53 | 52 | 33  | +1  |                                                      |
| 5   | K.R.C. Mechelen             | 30 | 13 | 7  | 10 | 55 | 56 | 33  | -1  |                                                      |
| 6   | R.F.C. de Liège             | 30 | 12 | 7  | 11 | 59 | 53 | 31  | +6  |                                                      |
| 7   | R. Charleroi S.C.           | 30 | 12 | 7  | 11 | 52 | 52 | 31  | 0   |                                                      |
| 8   | Standard Liège              | 30 | 11 | 8  | 11 | 68 | 48 | 30  | +20 |                                                      |
| 9   | Daring Club Bruxelles       | 30 | 12 | 5  | 13 | 49 | 51 | 29  | -2  |                                                      |
| 10  | Beerschot                   | 30 | 12 | 5  | 13 | 51 | 59 | 29  | -8  |                                                      |
| 11  | Lierse S.K.                 | 30 | 12 | 4  | 14 | 41 | 53 | 28  | -12 |                                                      |
| 12  | La Gantoise                 | 30 | 7  | 12 | 11 | 47 | 42 | 26  | +5  |                                                      |
| 13  | Beringen FC                 | 30 | 8  | 9  | 13 | 39 | 52 | 25  | -13 |                                                      |
| 14  | Tilleur FC                  | 30 | 9  | 7  | 14 | 43 | 60 | 25  | -17 |                                                      |
| 15  | K Waterschei SV Thor Genk   | 30 | 8  | 6  | 16 | 42 | 63 | 22  | -21 | Descenso a la Division II                            |
| 16  | KV Mechelen                 | 30 | 6  | 8  | 16 | 45 | 80 | 20  | -30 | Descenso a la Division II                            |

PJ = Partidos jugados; PG = Partidos ganados; PE = Partidos empatados; PP = Partidos perdidos; GF = Goles a favor; GC = Goles en contra; Pts = Puntos; DG = Diferencia de goles